# Einblütiges Perlgras
Das Einblütige Perlgras (Melica uniflora) ist eine Pflanzenart aus der Gattung der Perlgräser (Melica) innerhalb der Familie Süßgräser (Poaceae).

## Beschreibung

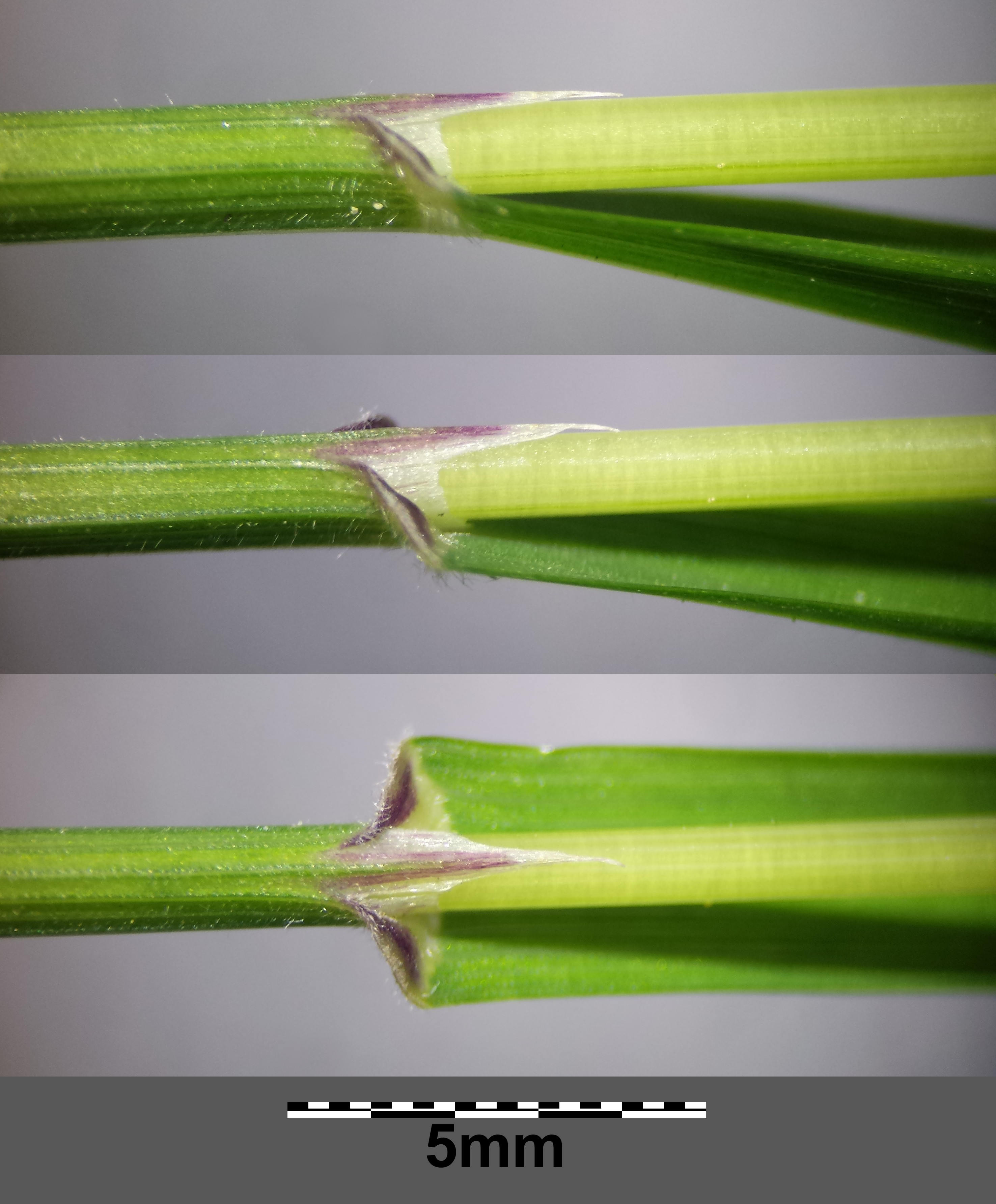
Stängel mit Laubblatt und Blatthäutchen. Dem Blatthäutchen gegenüber befindet sich ein spitzes, dem Stängel anliegendes Anhängsel.

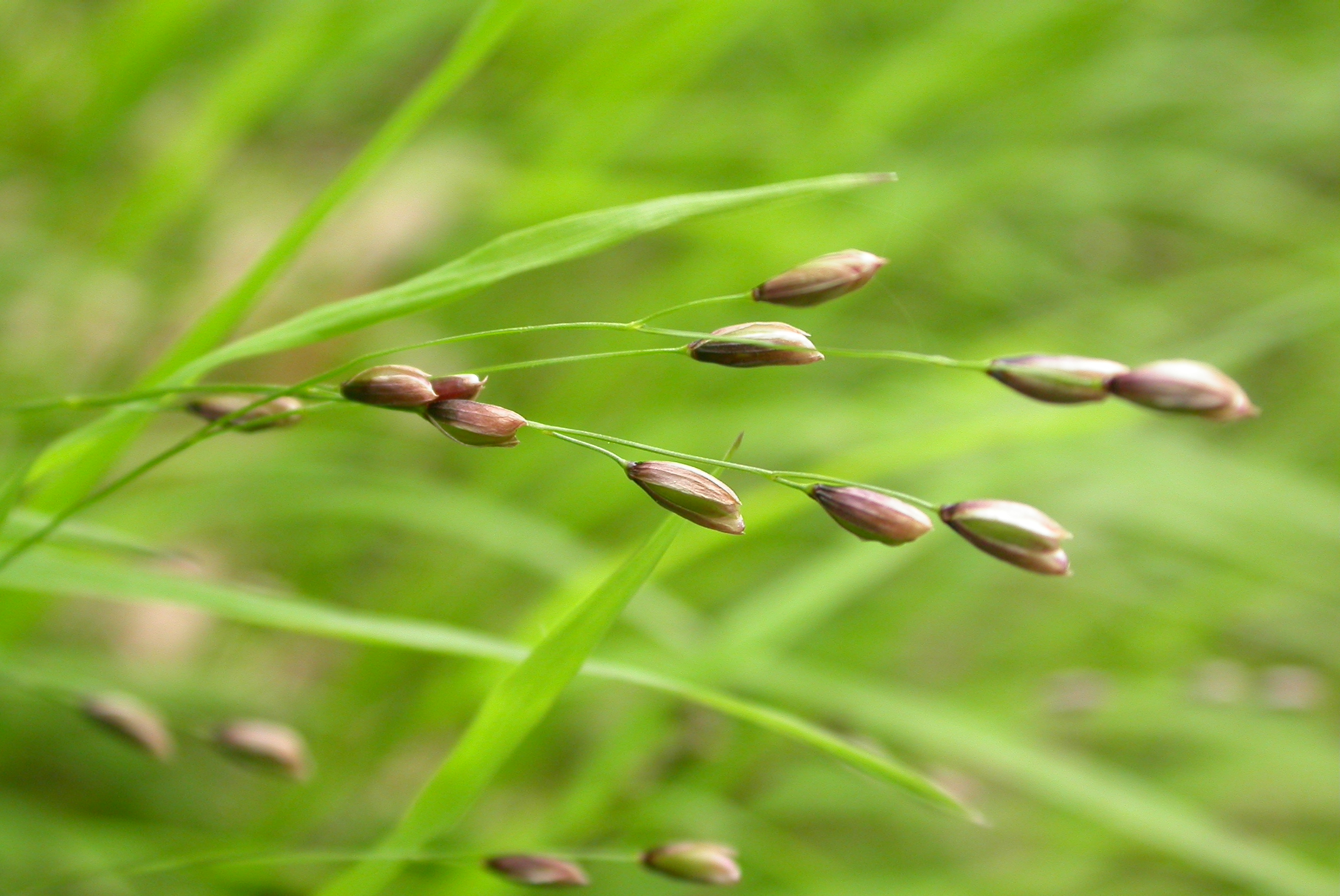
Blütenstand

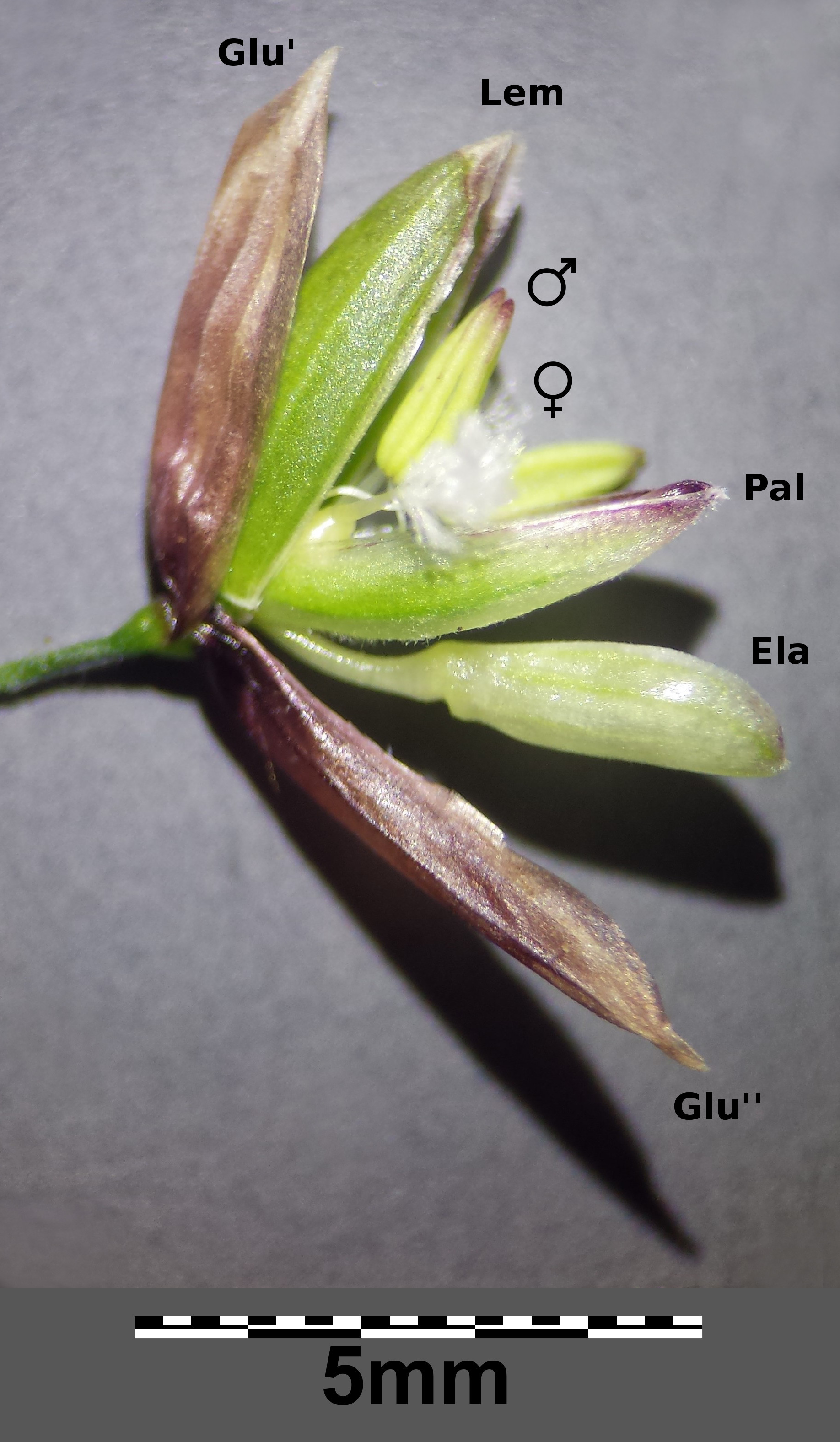
Ährchen mit Hüllspelzen (Glu), einer in Deckspelze (Lem) und Vorspelze (Pal) eingehüllten fertilen Blüte sowie einem Elaiosom (Ela)

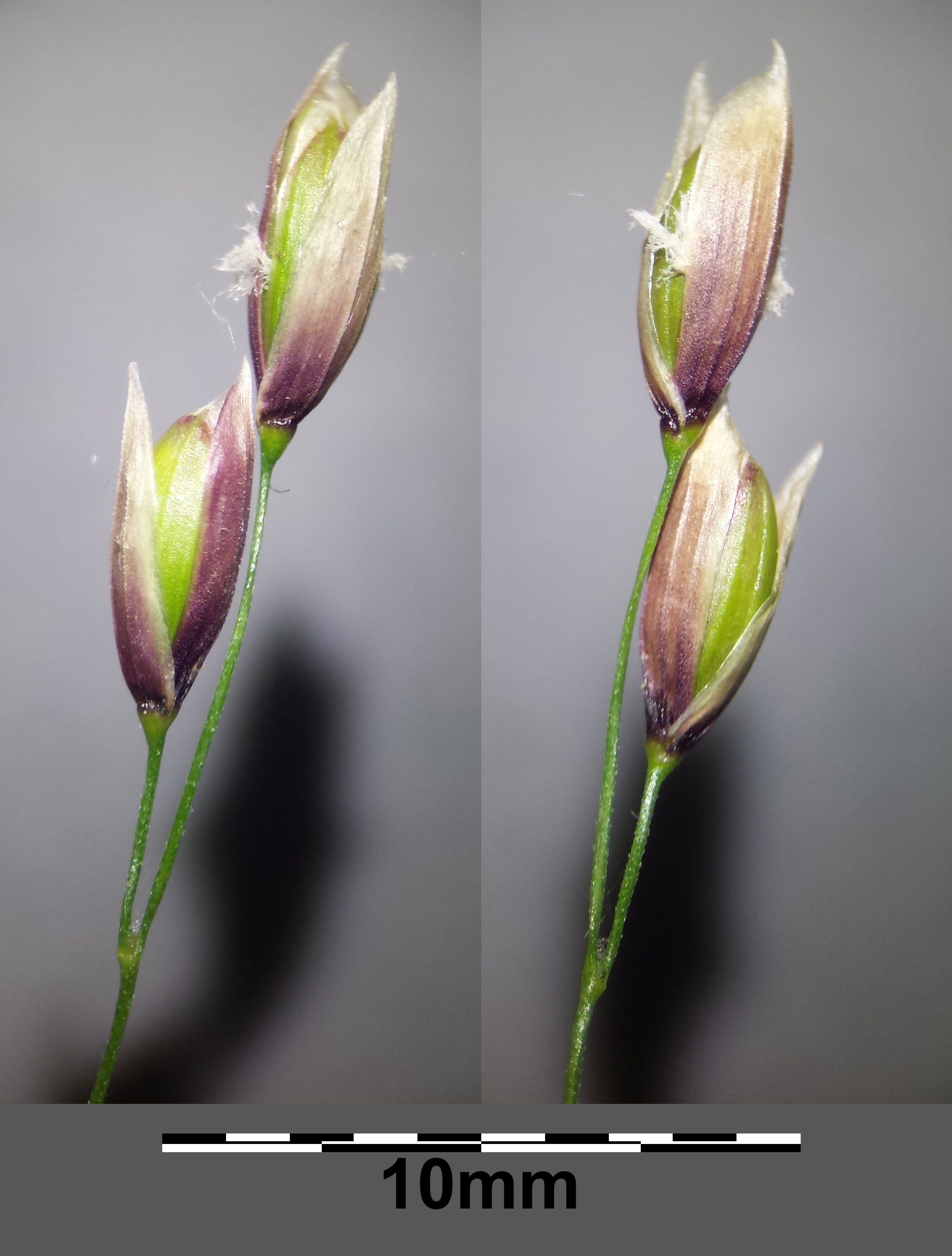
Ährchen

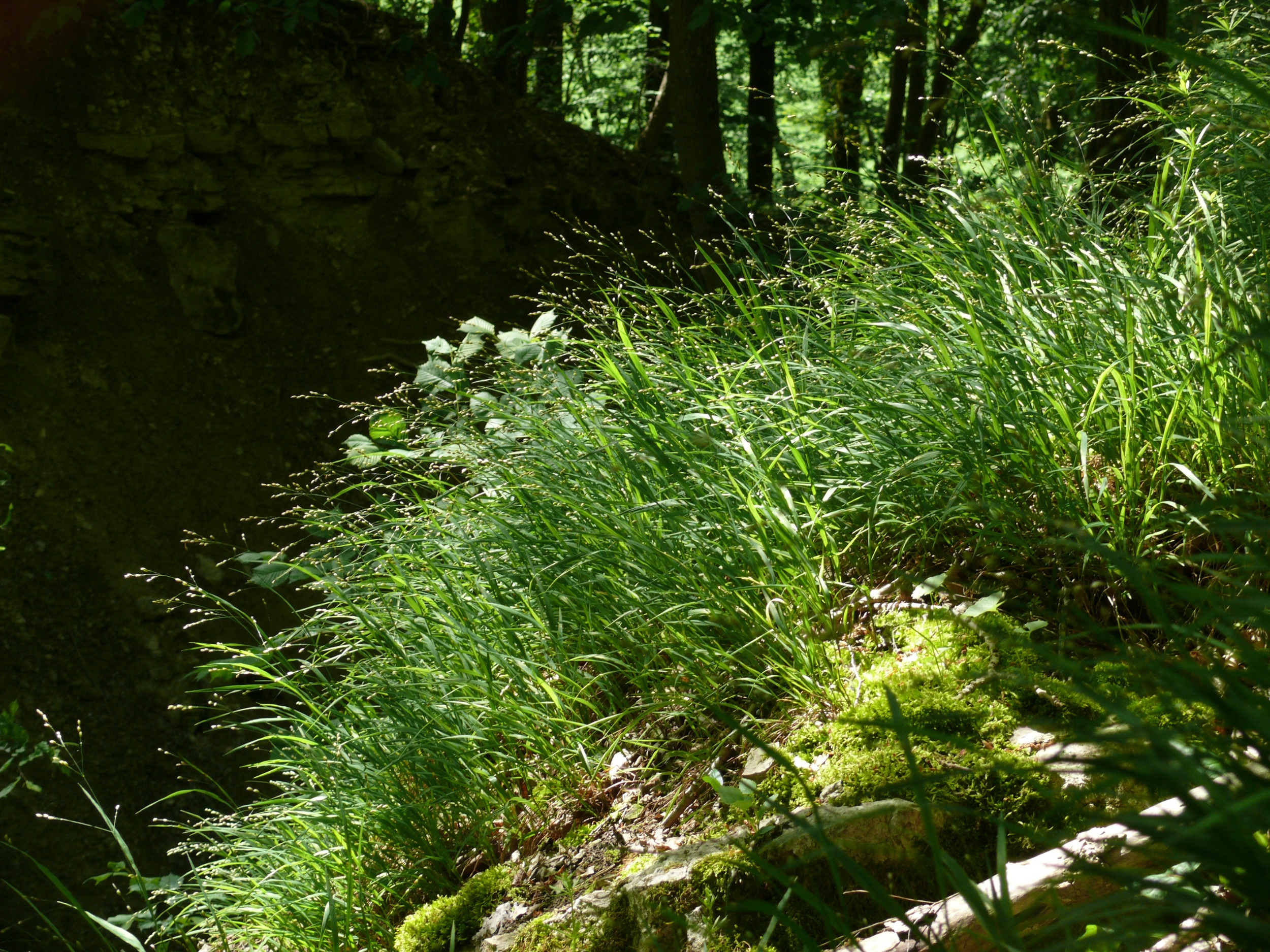
Herden des Einblütigen Perlgrases (Melica uniflora)

### Vegetative Merkmale
Das Einblütige Perlgras ist eine ausdauernde krautige Pflanze. Von der kriechenden Grundachse mit langen Ausläufern gehen 15 bis 50 Zentimeter hohe Halme aus. Die oberirdischen Pflanzenteile sterben im Winter ab, die Knospen bilden sich an den unterirdischen Pflanzenteile.
Die einfachen Laubblätter sind frischgrün, dünn und schlaff. Die Blattscheiden sind verwachsen, die Blatthäutchen ringförmig. Am obersten Blatt verlängert sich das Blatthäutchen längs des Halms auf der von der Blattspreite abgewandten Seite. Die Blattspreiten sind 5 bis 20 Zentimeter lang und 3 bis 6 Millimeter breit.

### Generative Merkmale
Der rispige Blütenstand ist offen mit langen, aufrecht stehenden Verzweigungen. Diese tragen wenige große Ährchen. An deren Spelzen fallen die gewölbten, rotbraunen Hüllspelzen auf, während die Deckspelzen grün gefärbt sind. Jedes Ährchen hat nur zwei Blüten, eine untere zwittrige und eine obere sterile. Die Spelzen der sterilen Blüte sind zu einem kolbigen Körper verwachsen. Die Hüllspelzen sind ungleich; die untere ist dreinervig und 3 bis 4 Millimeter lang, die obere fünfbervig und 4 bis 7 Millimeter lang. Die Deckspelze des untersten Blütchens ist 4 bis 5,5 Millimeter lang, die des sterilen Blütchens bis 3 Millimeter lang. Die Vorspelze des untersten Blütchens ist so lang wie die Deckspelze. Die Staubbeutel sind 1,5 bis 2,2 Millimeter lang. Die Blütezeit reicht von Mai und Juni.
Die Chromosomenzahl beträgt 2n = 18.

## Ökologie
Das Korn reift im Sommer und fällt zusammen mit der sterilen Blüte aus den Hüllspelzen. Die Spelzen dieser Blüte enthalten Öl, das von Ameisen verzehrt wird und so zur Myrmekochorie beiträgt.
Das unterste gestreckte Internodium eines fertilen Triebs ist etwas verdickt und stellt ein Speicherinternodium dar, das mehrere Jahre funktionstüchtig bleibt. An den Knoten der vier untersten gestreckten Internodien werden regelmäßig Knospen von Erneuerungssprossen angelegt, von denen im Frühjahr mehrere zu neuen Trieben auswachsen. Diese neuen Triebe wachsen waagrecht im Boden und richten sich dann auf. So entstehen lockere Herden. Von den ähnlichen, aber lockerrasigen Nickenden Perlgras (Melica nutans) und dichtrasigen Bunten Perlgras (Melica picta) unterscheidet es sich durch diese Wuchsform in ausgedehnten, oft großen Herden.

## Ähnliche Arten
Das Einblütige Perlgras hat aufrecht stehende Ährchen in einem verzweigten, mehrästigen rispigen Blütenstand. Das Wimper-Perlgras (Melica ciliata) und das Siebenbürgische Perlgras (Melica transsilvanica) haben eine erheblich dichtere, walzliche Ährenrispe und Deckspelzen, die am Rande lang bewimpert sind.
Im Gegensatz zur Artengruppe Melica nutans (mit dem Nickenden Perlgras Melica nutans und dem Bunten Perlgras Melica picta) mit 2 bis 3 zwittrigen Blüten hat das Einblütige Perlgras neben den 1bis 2 sterilen Blüten nur eine zwittrige Blüte im Ährchen. Da Epitheton "uniflora" bedeutet "einblütig".

## Vorkommen
Das Einblütige Perlgras ist in Europa, in Nordafrika und Vorderasien verbreitet, fehlt aber in Portugal, Südspanien, Nordskandinavien und Russland. Das Areal stimmt mit dem der Rotbuche (Fagus sylvatica) weitgehend überein.
In Deutschland ist es meist ziemlich häufig, fehlt aber zum Beispiel im Südosten. In Österreich kommt es in Wien, Niederösterreich, Burgenland und der Steiermark vor.
Das Einblütige Perlgras wächst auf frischem bis mäßig trockenem, nährstoff- und basenreichen, meist kalkarmen oder entkalkten, neutralen bis mäßig sauren, lockeren bis verdichteten, humosen, sandig-steinigen oder reinen, mittelgründigen bis tiefgründigen Lehmböden. In alten Buchenwäldern bildet es manchmal große Teppiche, wenn die Bäume ausreichend Licht durchlassen. Es ist ein Lehmzeiger. Es ist eine Kennart des Perlgras-Buchenwalds (Melico-Fagetum), kommt aber auch in anderen Gesellschaften der Verbände Carpinion oder Quercion pubescentis vor und ist insgesamt eine Querco-Fagetea-Klassencharakterart. Es steigt im Kanton Wallis in Jeur Brûlée bei Martigny bis in eine Höhenlage von 1520 Meter auf.
Die ökologischen Zeigerwerte nach Landolt et al. 2010 sind in der Schweiz: Feuchtezahl F = 2+w (frisch aber mäßig wechselnd), Lichtzahl L = 2 (schattig), Reaktionszahl R = 2 (sauer), Temperaturzahl T = 4 (kollin), Nährstoffzahl N = 3 (mäßig nährstoffarm bis mäßig nährstoffreich), Kontinentalitätszahl K = 2 (subozeanisch).

## Taxonomie
Die Erstveröffentlichung von Melica uniflora erfolgte 1779 durch Anders Jahan Retzius in Observationes Botanicae, Band 1, S. 10. Synonyme für Melica uniflora Retz. sind: Melica lobelii Vill., Melica nutans subsp. uniflora (Retz.) Ehrh.